# Ii-clan

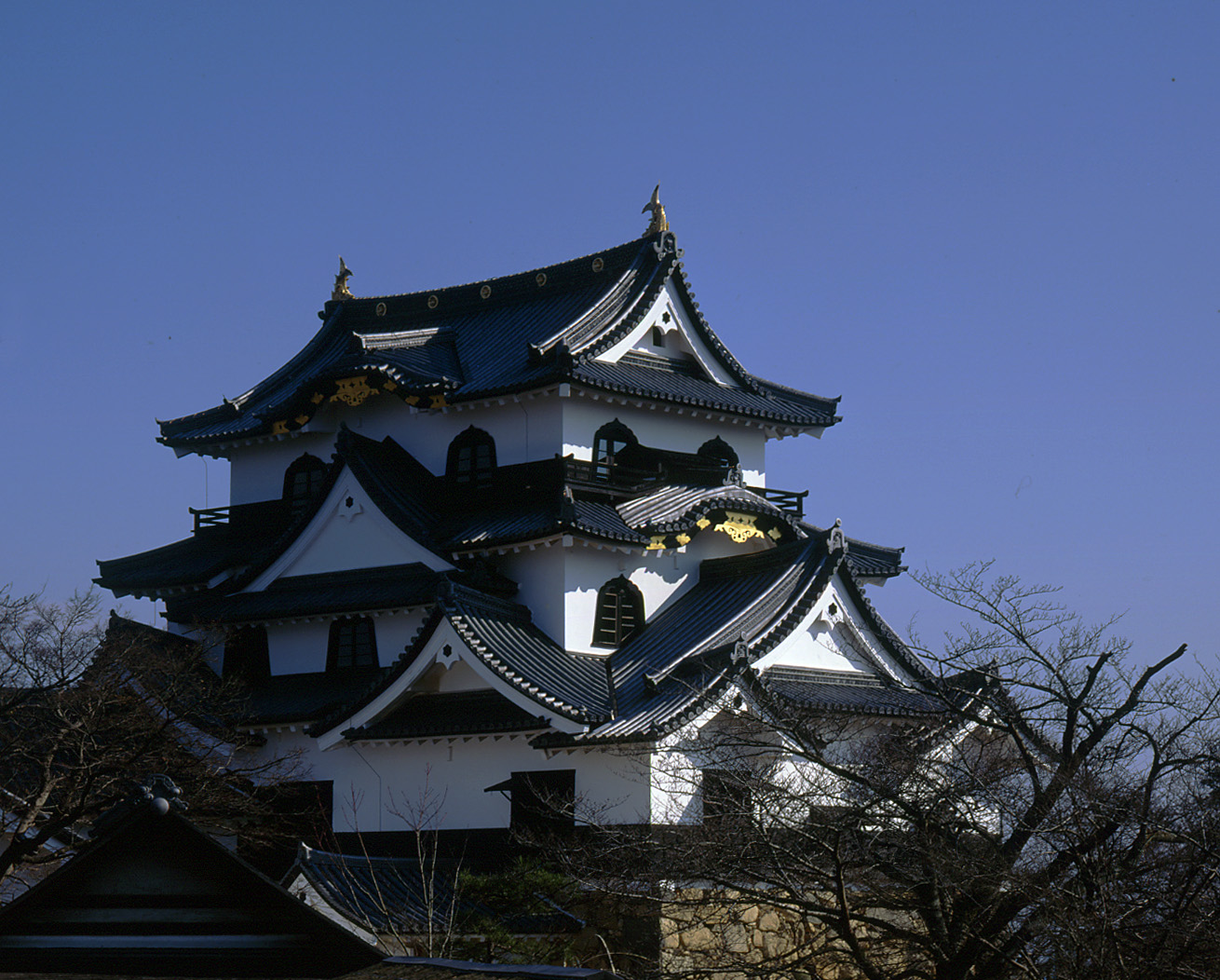
Kasteel Hikone, thuisbasis van de Ii-clan tijdens de Edoperiode

De Ii-clan (井伊氏, Ii-shi) is een Japanse familie die oorspronkelijk uit de provincie Totomi komt. De familie was een vazal van de Imagawa-clan, en koos later de kant van de Matsudaira-clan uit de provincie Mikawa. Een bekend clanlid uit de 16e eeuw, Ii Naomasa, diende als een van de generaals van Tokugawa Ieyasu, en kreeg de heerlijkheid Hikone in de provincie Omi als beloning voor zijn handelen in de Slag bij Sekigahara. De Ii en enkele lagere takken van de familie zouden tijdens de gehele Edoperiode daimyo blijven. Ii Naosuke, een bekend politicus uit de late Edoperiode, was lid van deze clan. 